# Neoitamus planiceps
Neoitamus planiceps là một loài ruồi trong họ Asilidae. Neoitamus planiceps được Schiner miêu tả năm 1868. Loài này phân bố ở miền Australasia.